# Iglesia de Santa Quiteria (Torás)
La iglesia parroquial de Santa Quiteria, en Torás, en la comarca del Alto Palancia en Castellón, es un lugar de culto declarado de modo genérico Bien de Relevancia Local, en la categoría de Monumento de interés local, según la Disposición Adicional Quinta de la Ley 5/2007, de 9 de febrero, de la Generalitat, de modificación de la Ley 4/1998, de 11 de junio, del Patrimonio Cultural Valenciano (DOCV Núm. 5449 / 13/02/2007), con código autonómico 12.08.131-002.

## Descripción
Se trata de un templo perteneciente a la Diócesis de Segorbe-Castellón, que pertenece al arciprestazgo de San Antonio Abad, con sede en Jérica.
El edificio es del siglo XVIII, construido siendo obispo don Lorenzo Gómez de Haedo (1784-1809) y está dedicado a Santa Quiteria patrona de Torás. Construido siguiendo las pautas del estilo académico, utiliza como materiales el ladrillo, y presenta una fachada que se estructura sobre la línea del tejado, y el acceso al interior del templo se realiza a través de una puerta con dintel.
Estuvo en sus primeros años vinculada a la parroquia de Bejís, de la que consigue la emancipación en 1868.
El templo presenta torre campanario que se sitúa a los pies del mismo, en el lado de la epístola, en el que se sitúa también un reloj. Su construcción sigue la línea del resto del templo, utilizando nuevamente como material el ladrillo, y la mampostería. Presenta dos cuerpos, siendo el segundo el destinado a las campanas, que presenta como remate un cupulino.
La cubierta exterior del templo es a dos aguas, mientras que interiormente la cubierta es una bóveda de cañón, con lunetos (que añaden iluminación además de las vidrieras que el templo presenta); mientras que la sacristía tiene cubierta plana.
El interior presenta planta rectangular de una sola nave y cinco crujías, separadas por soportes de muros y pilastras, que se decoran con capiteles jónicos que dan lugar a arcos de medio punto a lo largo de la nave.
No se puede decir que existan capillas laterales, aunque sí se observa la presencia en los laterales de altares dedicados a diferentes advocaciones. A los pies de la planta, sobre la puerta de acceso se eleva el coro alto, que presenta un frente con dintel.